# William Campbell (réalisateur)
Pour les articles homonymes, voir William Campbell et Campbell.
William Campbell est un réalisateur et scénariste américain né le 12 juin 1884 à Ashley, Pennsylvanie (États-Unis), mort le 7 février 1972 à Woodland Hills (Californie).

## Biographie
Entre 1920 et 1921, on lui confie la réalisation d'une série de courts-métrages comiques avec en vedette le chimpanzé Snooky.

## Filmographie partielle

### Comme réalisateur

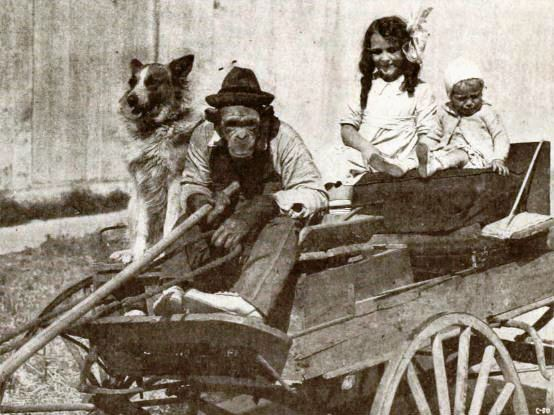
An Overall Hero (1920).

- 1920 : An Overall Hero
- 1920 : A Tray Full of Trouble
- 1922 : Roars and Uproars
- 1930 : Ingagi
- 1931 : Nu-Ma-Pu - Cannibalism

### comme scénariste
- 1921 : Just in Time de Harry Burns